# سارگیس صافاریان (نقاش)
سارگیس هامبارتسومی صافاریان (ارمنی: Սարգիս Համբարձումի Սաֆարյան؛ زاده ۱۲ فوریهٔ ۱۸۹۸ - درگذشته ۵ ژوئن ۱۹۷۵) نقاش اهل ارمنستان بود. وی بین سال‌های ۱۹۳۵ تا ۱۹۶۴ میلادی فعالیت می‌کرد.

## زندگی‌نامه
وی در ۲۴ فوریه [سبک قدیمی: ۱۲ فوریه] ۱۸۹۸ در روستای وانک به دنیا آمد . سورن صافاریان پسر وی بود. وی همچنین برنده جوایزی همچون نقاش شایسته ارمنستان شوروی (۱۹۶۵) شد. وی در ۵ ژوئن ۱۹۷۵ در سن ۷۷ سالگی در ایروان درگذشت.

## گزیده فیلمشناسی
از فیلم‌ها یا برنامه‌های تلویزیونی که وی در آن نقش داشته است می‌توان به آثار زیر اشاره کرد.
- پپو (فیلم) (۱۹۳۵)
- سیل کوهستانی (۱۹۳۹)
- آناهیت (فیلم) (۱۹۴۷)
- برای شرف (فیلم) (۱۹۵۶)
- قلب مادر (۱۹۵۷)